# Négociations de 2025 entre les États-Unis et l'Iran
Les négociations de 2025 entre les États-Unis et l'Iran surviennent en 2025 lorsque les États-Unis et l'Iran entament une série de négociations visant à parvenir à un accord de paix nucléaire,,, à la suite d'une lettre du président américain Donald Trump au guide de la révolution iranien Ali Khamenei. La première série de réunions de haut niveau se tient à Oman le 12 avril 2025, dirigée par l'envoyé spécial américain Steve Witkoff et le ministre iranien des Affaires étrangères (en) Abbas Araghtchi,. Les discussions sont décrites comme constructives.
Le deuxième cycle de négociations sous la médiation d'Oman a lieu à Rome le 19 avril 2025, avec à nouveau des discussions indirectes entre Witkoff et Araghtchi. Cela est suivi par un troisième cycle de haut niveau à Mascate une semaine plus tard, et une réunion au niveau des experts pour élaborer un cadre pour un éventuel accord nucléaire, dirigée par Michael Anton pour les États-Unis et par Majid Takht-Ravanchi (en) pour l'Iran,.
L'armée américaine renforce sa présence au Moyen-Orient dans l'optique d'une éventuelle attaque contre l'Iran. Les bases américaines dans toute la région abritent environ 50 000 soldats américains,. Des bombardiers furtifs B-2 américains, seuls capables de larguer les « bunker busting bombs » – ces bombes capables d’atteindre des cibles enterrées en profondeur, sont déplacés sur la base militaire britannique de Diego Garcia, dans l’océan Indien. Dans le cadre des propositions de paix, l'Iran propose de construire au moins 19 réacteurs supplémentaires, suggérant que les contrats pour ces projets pourraient aider à relancer l'industrie nucléaire américaine en difficulté,,. Au cours des négociations, la Russie commence à financer la construction d'un réacteur nucléaire en Iran.
Le 27 mai, Trump déclare que les parties sont proches de finaliser les négociations, avec des inspections rigoureuses, alors que le ministre des Affaires étrangères Araghtchi se montre plus prudent sur l'imminence d'un accord. Le conseiller de Khamenei Shamkhani déclare que Trump rêve de la désolation du programme nucléaire iranien,,,. Israël menace d'attaquer les installations nucléaires iraniennes avec un préavis possible de 7 heures selon le New York Times,. L'Arabie saoudite avertit l'Iran de conclure un accord avec Trump sous peine de subir des frappes israéliennes. Les États-Unis et l'E3 font pression pour qu'une résolution de l'ONU et de l'AIEA déclare que l'Iran viole ses obligations nucléaires. Le 31 mai, l'AIEA signale une quantité record d'uranium enrichi de qualité militaire amassé par l'Iran. Le 4 juin, lors des prières du vendredi, Khamenei critique l'accord américain visant à mettre fin à l'enrichissement de l'uranium. Le président russe Vladimir Poutine déclare qu'il souhaite participer à ces discussions.
Les négociations sont tenues secrètes du public iranien selon Araghtchi. Le 5 juin, les États-Unis interdisent totalement l'entrée des Iraniens dans leur pays. Le chef de l'énergie atomique iranienne, Ali Akbar Salehi, révèle que la Russie refuse à l'Iran l'utilisation de sa seule centrale nucléaire de Bouchehr.
Le 11 juin, l'Iran affirme qu'il ripostera contre les bases américaines en cas d'agression et l'ambassade américaine en Irak évacue tout son personnel,,. Les Houthis menacent de combattre les États-Unis si ces derniers déclenchent une guerre contre l'Iran,. Hegseth déclare au Congrès que les Iraniens envisagent une rupture nucléaire. Le CENTCOM fournit un large éventail d'options pour une attaque contre l'Iran. Le Royaume-Uni émet un avis de menace pour les navires dans le golfe Persique. L'AIEA approuve la non-conformité des iraniens pour la première fois en 20 ans.
Le 13 juin, Israël déclenche une guerre contre l'Iran, ce qui interrompt les négociations.

## Contexte

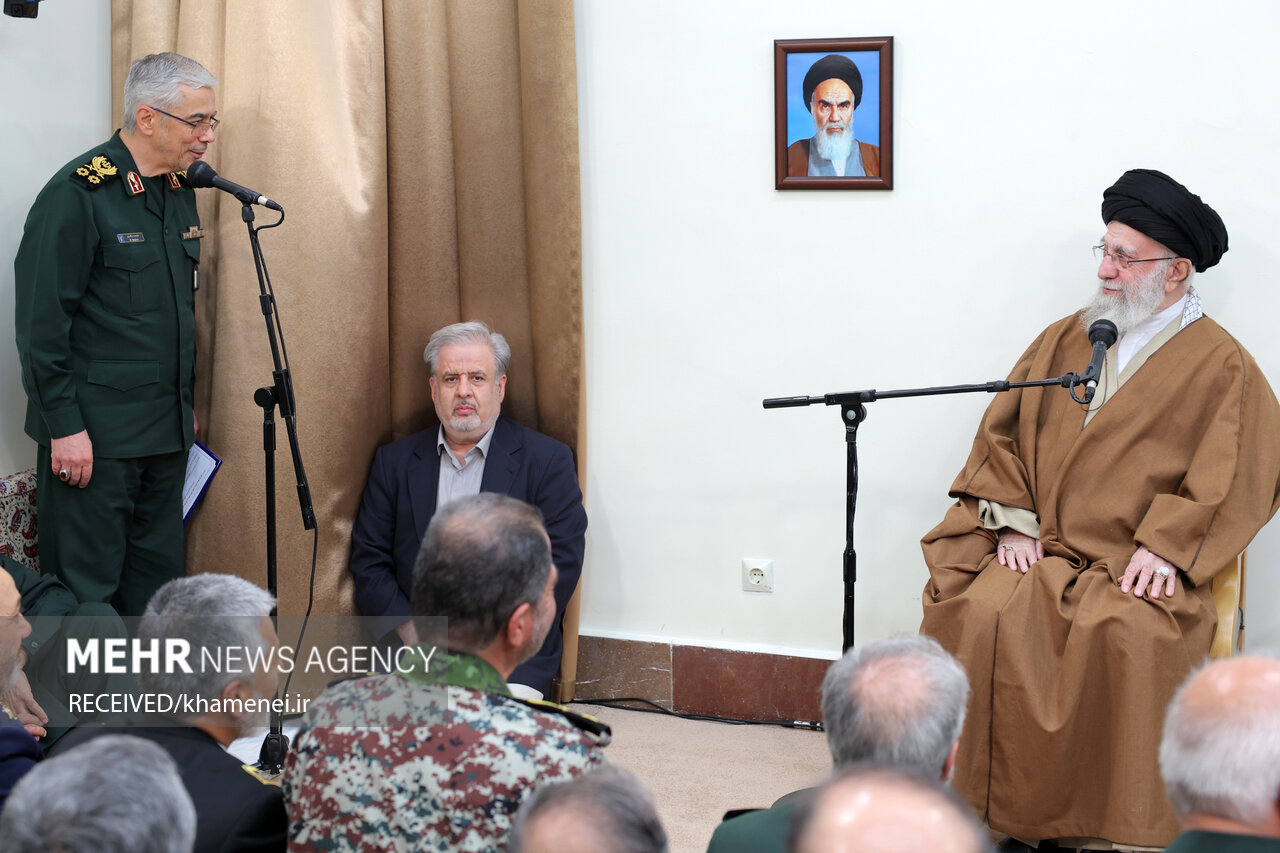
Ali Khamenei, le guide suprême de l'Iran.

Le programme nucléaire iranien est au cœur de l'attention internationale depuis des décennies. Bien que le pays ait suspendu son programme officiel d'armement nucléaire (en) en 2003 et affirme que ses activités nucléaires sont exclusivement pacifiques, il poursuit ses efforts de militarisation et enrichit de l'uranium à des niveaux proches du seuil de qualité militaire. Le programme bénéficie d'une aide extérieure, notamment du Pakistan et de la Corée du Nord, cette dernière fournissant à la fois des missiles et de l'uranium. L'Iran développe une technologie de missiles à longue portée sous l'égide du Corps des gardiens de la révolution islamique (CGRI), dont certains modèles s'inspirent de modèles nord-coréens. Ses derniers développements peuvent permettre la fabrication de missiles à capacité nucléaire d'une portée allant jusqu'à 3 000 km, capables d'atteindre des cibles en Europe.
Les négociations entre l'Iran et les États-Unis en vue d'un accord sont en cours depuis 1995. Un accord nucléaire est conclu en 2015, dont Trump se retire en 2018. Au cours de la première administration précédant les pourparlers, les iraniens rapportent que le conseiller de Trump, Elon Musk, a rencontré l'envoyé iranien. En janvier, Musk aide à libérer un journaliste italien retenu en otage par le régime iranien.
Selon les analystes et les chercheurs, un Iran doté de l'arme nucléaire représente un risque majeur pour la sécurité mondiale et compromet la stabilité du Moyen-Orient. Le directeur général de l'Agence internationale de l'énergie atomique (AIEA), Rafael Grossi, prévient qu'une arme nucléaire iranienne pourrait déclencher une prolifération nucléaire à grande échelle, d'autres pays, notamment au Moyen-Orient, cherchant à se doter de capacités similaires en réponse. On craint également que les actifs nucléaires iraniens ne tombent entre les mains de factions extrémistes en raison d'une instabilité interne ou d'un changement de régime. De plus, le succès de l'Iran dans l'acquisition de l'arme nucléaire peut encourager d'autres puissances régionales à se doter de leurs propres arsenaux nucléaires. Le transfert potentiel de technologie ou d'armes nucléaires à des États radicaux et à des organisations terroristes accroît les craintes de terrorisme nucléaire. Les spécialistes soutiennent qu'un Iran doté de l'arme nucléaire peut se sentir encouragé à accroître son soutien au terrorisme et à l'insurrection (éléments clés de sa stratégie) tout en dissuadant les représailles grâce à son nouvel avantage nucléaire.
En réponse au programme nucléaire iranien, la communauté internationale impose des sanctions qui affectent gravement son économie, restreignant ses exportations de pétrole et limitant son accès aux systèmes financiers mondiaux. En 2015, cependant, le Plan d'action global commun (PAGC) est signé, imposant des limitations strictes au programme nucléaire iranien en échange d'un allègement des sanctions. En 2018, les États-Unis se retirent de l'accord, le président Donald Trump déclarant que « le cœur de l'accord avec l'Iran était une fiction géante : qu'un régime meurtrier ne souhaitait qu'un programme d'énergie nucléaire pacifique ». Les États-Unis soutiennent également que l'accord est inadéquat car il n'impose pas de limitations au programme de missiles balistiques de l'Iran, et ne parvient pas à freiner son soutien aux groupes mandataires.
Début 2025, des rapports affirment que « l'Iran est plus proche que jamais de la bombe atomique », le pays intensifiant ses activités d'enrichissement d'uranium, atteignant des niveaux de pureté allant jusqu'à 60%. L'AIEA indique que l'Iran possède environ 250 kilogrammes d'uranium enrichi à ce niveau, ce qui peut potentiellement produire plusieurs armes nucléaires s'il est raffiné davantage. Un rapport du Bureau du directeur du renseignement national conclut que l'Iran dispose de suffisamment de matière fissile pour produire plus d'une douzaine d'armes nucléaires. L'Institut pour la science et la sécurité internationale (en) rapporte que l'Iran peut enrichir suffisamment d'uranium pour une bombe nucléaire en seulement une semaine et en accumuler suffisamment pour sept bombes en un mois. Les responsables iraniens déclarent que, bien que le pays possède la capacité technique de développer des armes nucléaires, ils laissent également entendre que la règle religieuse actuelle l'interdisant pourrait changer.
En février 2025, Trump rétablit la campagne de pression maximale (en) contre l'Iran, visant à contraindre l'Iran à négocier un nouvel accord nucléaire tout en empêchant son développement d'armes nucléaires et en contrant son influence régionale. Après avoir rendu publique sa lettre à Khamenei, Trump déclare que l'Iran « ne peut pas avoir d'arme nucléaire » et met en garde contre une possible action militaire si les négociations échouent,. Trump déclare que l'armée américaine attaquera préventivement l'Iran si les négociations échouent.
Avant les pourparlers, Khamenei qualifie à plusieurs reprises les négociations et les récentes menaces américaines d'« imprudentes » et les interdit, et menace à plusieurs reprises l'armée américaine de représailles dans ses discours,. Il ajoute que l'Iran ne possède pas et ne cherche pas à se doter d'armes nucléaires, car il n'en souhaite pas. Khamenei a changé d'avis sur les négociations après que ses conseillers avertissent que la menace de guerre avec les États-Unis et l'aggravation de la crise économique peut faire tomber le régime.
L'Iran a également proposé des mesures pour apaiser les tensions, notamment en s'engageant à désarmer et à geler les activités du Hamas, des Houthis, du Hezbollah et du Hachd al-Chaabi.
La Russie nie toute assistance militaire à l'Iran en cas d'invasion militaire américaine, tout en affirmant qu'une telle invasion échouera en fin de compte,.
Dans une déclaration à la presse, le président américain Trump déclare qu'il ne tolérera pas une « capacité d'armement nucléaire iranienne ». En mars 2025, le président Trump envoie une lettre à Khamenei, proposant des négociations sur le programme nucléaire iranien, mais Khamenei rejette l'offre. Trump n'exclut pas de soutenir une action militaire si les efforts diplomatiques pour freiner les ambitions nucléaires de l'Iran échouent, son équipe ajoutant que « toutes les options sont sur la table » en ce qui concerne l'Iran.
Le 7 mars 2025, la lettre de Donald Trump à Ali Khamenei est rendue publique, exprimant son désir d'entamer de nouvelles négociations nucléaires. L'Organisation iranienne de l'énergie atomique déclare que l'Iran prévoie de construire davantage de centrales nucléaires.

## Début des négociations (avril-mai)

### Positions pré-discussion
Avant la deuxième administration Trump, l'administration Biden mène des négociations avec l'Iran qui échouent finalement.
Les premiers pourparlers ont lieu le 12 avril 2025 à Mascate, à Oman. Les pourparlers sont menés par l'envoyé spécial américain Steve Witkoff et le ministre iranien des Affaires étrangères Abbas Araghtchi. Chaque délégation est dans des salles séparées, les messages étant relayés par les médiateurs omanais,,. Les discussions sont décrites comme constructives. Par la suite, les dirigeants des deux équipes de négociation parlent brièvement en personne.
Un média iranien rapporte que lors des négociations à Oman, l'Iran propose un plan en trois étapes pour parvenir à un accord avec les États-Unis :
- L'Iran acceptera de réduire temporairement son enrichissement d'uranium à 3,67% en échange d'un accès à des avoirs financiers gelés aux États-Unis et d'une autorisation d'exporter son pétrole.
- L'Iran cessera définitivement l'enrichissement d'uranium à haut niveau, rétablira les inspections de l'Agence internationale de l'énergie atomique (AIEA) et s'engagera à mettre en œuvre le Protocole additionnel, autorisant des inspections surprises sur des sites non déclarés. Ces mesures seront prises si les États-Unis lèvent les sanctions supplémentaires et persuadent la Grande-Bretagne, l'Allemagne et la France de ne pas déclencher le rétablissement des sanctions de l'ONU contre Téhéran.
- Le Congrès américain approuvera l’accord nucléaire et Washington lèvera les sanctions primaires et secondaires, tandis que l'Iran transfèrera ses stocks d'uranium hautement enrichi à un pays tiers[80].

L'envoyé américain Witkoff accueille favorablement les propositions présentées par la délégation iranienne à Mascate, ce qui est inattendu pour la partie iranienne.
Le Times of Oman rapporte que le vice-ministre iranien des Affaires étrangères chargé des affaires juridiques et internationales, Kazem Gharibabadi (en), a été filmé alors qu'il vole un stylo en or lors de pourparlers. Le régime iranien exige des excuses du Times of Oman,,,.
Khamenei écrit une lettre qu'Araghtchi remet à Poutine le 16 avril. La Russie ratifie ensuite le traité irano-russe sur le partenariat stratégique global.
Le deuxième cycle de pourparlers sous médiation omanaise à Rome a lieu le 19 avril 2025, une semaine après la première réunion à Mascate, la capitale d'Oman, en quatre heures. Une fois de plus, les discussions indirectes sont menées par Araghtchi et Witkoff, avec des messages transmis par l'intermédiaire du ministre omanais des Affaires étrangères Badr al-Busaidi.
À la suite du deuxième cycle de négociations, l'armée de l'air israélienne a mené des exercices simulant une attaque de missiles iraniens sur des bases aériennes israéliennes. Pendant ce temps, l'Iran a construit une grande barrière de sécurité autour de deux complexes de tunnels souterrains reliés à sa principale installation nucléaire.
Le troisième cycle de négociations de haut niveau a lieu le 26 avril 2025, parallèlement au premier cycle de discussions au niveau des experts. Les discussions de haut niveau sont qualifiées de sérieuses et productives, les deux parties visant un accord fondé sur le respect mutuel. Araghtchi fait état de progrès, mais note que des divergences fondamentales subsistent.
L'envoyé spécial de Trump, Witkoff, vise à finaliser l'accord dans les 60 jours. Cependant, il risque de se heurter à la résistance du ministre iranien des Affaires étrangères, Abbas Araghtchi, en raison de la forte méfiance entre les deux parties. Un autre enjeu crucial concerne les stocks iraniens d'uranium hautement enrichi et leur destruction potentielle, pour laquelle les États-Unis accepteront de lever les sanctions économiques. Si l'Iran entend conserver ses stocks d'uranium enrichi sur son territoire, les États-Unis insistent pour les transférer à un pays tiers. De plus, l'Iran cherche à obtenir des garanties pour se protéger en cas de retrait ou de violation de l'accord par les États-Unis.
Le gouvernement français menace de déclencher le mécanisme de retour en arrière des sanctions des Nations Unies si les négociations échouent. L'Iran propose de tenir de nouvelles négociations avec la participation européenne, tout en offrant des opportunités d'investissement,.
Le 30 avril, le Trésor américain sanctionne six entreprises chinoises de composants chimiques liées à l'Iran.
Le 1er mai, le secrétaire à la Défense Hegseth annonce que l'Iran paiera pour son soutien aux attaques des Houthis contre des navires marchands lors de la crise de la mer Rouge. Le président Trump met en garde contre des sanctions secondaires contre les entités achetant du pétrole et des produits pétrochimiques à l'Iran. Rubio exhorte à abandonner l'enrichissement nucléaire. Araghtchi annule la réunion du 4 mai pour des « raisons techniques »,,,. Trump appelle au démantèlement complet de l'enrichissement nucléaire. L'Iran créer ensuite un nouveau missile balistique et menace de frapper des bases militaires américaines,. Le général Salami, gardien de la révolution, avertit que le CGRI ouvrira les portes de l'enfer aux envahisseurs.
Le quatrième cycle de négociations doit avoir lieu à Rome le 3 mai 2025. Les États-Unis ne confirment pas leur participation à ces pourparlers. Oman, médiateur dans les discussions américano-iraniennes, annonce jeudi que le prochain cycle de négociations nucléaires sera reporté en raison des répercussions du soutien apporté aux Houthis du Yémen et impose de nouvelles sanctions pétrolières. En réponse, l'Iran accuse les États-Unis de comportement et de déclarations provocatrices. Le ministre iranien des Affaires étrangères, Abbas Araghtchi, déclare que l'Iran, ainsi que trois puissances européennes (la Grande-Bretagne, la France et l'Allemagne) doivent se rencontrer à Rome pour aborder les relations tendues concernant le programme nucléaire controversé de Téhéran, dans le cadre de ces discussions à enjeux élevés entre Téhéran et Washington.
J. D. Vance déclare que l'accord réintégrera l'économie iranienne dans l'économie mondiale. Dans son discours du 11 mai, Khamenei approuve « la mort de l'Amérique ».

### Changement de nom du golfe Persique
Au cours des discussions et avant la visite de Donald Trump au Moyen-Orient de 2025 (en), l'Associated Press rapporte que Trump veut adopter « Golfe Arabique » comme nom pour le Golfe Persique, déclenchant une reprise du conflit sur le nom du Golfe Persique (en). Selon le rapport de Farnaz Fassihi (en) du New York Times, cela suscite l'indignation et la condamnation des iraniens et du régime iranien, et peut nuire aux négociations, elle qualifie l'ensemble du voyage de gifle au régime iranien,,,,.
Les négociations sont suspendues après le troisième cycle. Une nouvelle série de négociations est prévue pour le 9 mai. Fox News rapporte que l'Iran dément les images satellites rapportant une nouvelle base nucléaire située sous terre dans la province de Semnan,. Witkoff avertit les iraniens qu'ils doivent expédier de l'uranium de haute qualité loin de chez eux, les négociations ayant une date limite si elles aboutissent à une impasse,. Après les négociations, Witkoff annonce que l'Iran détruira ses caches d'usines d'enrichissement d'uranium du Centre de technologie et de recherche nucléaire d'Ispahan et de Natanz, dans la province d'Ispahan et à Fordo Arak. Le ministre iranien des Affaires étrangères avertit les pays européens de ne pas mettre en œuvre de sanctions de retour en arrière.
Le ministre des Affaires étrangères Araghtchi dément une information selon laquelle Witkoff a reçu un tapis persan.
Le 12 mai, le Département d'État américain annonce 4 nouvelles sanctions contre la société de missiles iranienne Ideal Vacuum, Mohammad Reza Seddighi Saber du groupe Shahid Karimi, ainsi que les affiliés du SPND Ahmad Haghighat Talab et Mohammed Reza Mehdipur. Le 15 mai, le Département d'État abandonne plusieurs nouvelles sanctions pour sa production de fibre de carbone pour missiles contre l'Organisation du Jihad de recherche et d'autosuffisance du Corps des gardiens de la révolution islamique (en).

### Deuxième proposition
Selon le New York Times, les iraniens négocient une proposition visant à maintenir leur enrichissement d'uranium par le biais d'un consortium avec les Émirats arabes unis et l'Arabie saoudite. Le 14 mai, 52 sénateurs et 177 membres du Congrès écrivent une lettre à Trump pour ne pas autoriser l'enrichissement d'uranium iranien dans le cadre d'une coentreprise.
Trump appelle l'émir du Qatar à l'aider à influencer le régime iranien pour qu'il ne fabrique pas d'armes nucléaires et n'entre pas en guerre et qu'il fasse ce qui est juste en concluant un accord nucléaire.
L'Iran adopte le mécanisme de lutte contre le blanchiment d'argent de la Convention de Palerme des Nations Unies contre la criminalité transnationale organisée afin que son nom soit retiré de la liste noire du GAFI.

### Accord 123
De nombreux sénateurs républicains demandent aux États-Unis de conclure un accord avec l'Iran (article 123 de la loi américaine sur l'énergie atomique), incluant des conditions telles que l'achat par les États-Unis d'uranium iranien et l'adoption par les iraniens de nouveaux protocoles de l'AIEA.
Trump déclare qu'un accord de désarmement nucléaire sera conclu, avec ou sans violence. Araghtchi affirme que le régime iranien continuera d'enrichir de l'uranium « avec ou sans accord »,.
Le 16 mai, l'Iran et les États membres de l'Union européenne tiennent des négociations à Istanbul, en Turquie. Le général de division de la Force Al-Qods, Ismael Qaani, se rend en Irak et Araghtchi se rend au Qatar, aux Émirats arabes unis et en Arabie saoudite avant Trump afin d'obtenir le soutien des États arabes pour amener Trump à conclure un accord,,. Le 17 mai, trois iraniens sont inculpés en Grande-Bretagne d'espionnage, 550 députés écrivent une lettre exigeant l'interdiction du CGRI, critiquant le hidjab et la loi sur la chasteté, et appelant à un changement de régime iranien. Le gouvernement français poursuit l'Iran devant la Cour pénale internationale (CIJ) pour avoir retenu ses citoyens en otage.